# الأكاديمية البربرية
الأكاديمية البربرية (بالفرنسية: L’Académie berbère) هي جمعية ثقافية أسست بفرنسا عام 1966 من طرف عدة أساتذة وأكادميين وفنانين وصحفيين أمازيغ كلهم من منطقة القبائل الجزائرية بقيادة محند أعراب بسعود.
عملوا منذ البداية على معيرة الخط الأمازيغي المعروف بتيفيناغ والدفاع والنهوض بالثقافة الأمازيغية.
ومخافة سوء الفهم الناتج من كلمة أكاديمية غيروا الاسم إلى أكراو ايمازيغن أي التجمع الأمازيغي عام 1967 وذلك قبل حلها نهائيا عام1978.
كان الفضل للأكاديمية في وضع الأبجدية الأمازيغية اعتمادا على رموز تيفيناغ المستعملة عند أمازيغ الطوارق والقبائل وأمازيغ المغرب والريف. وهي نفسها التي تم تطويرها من طرف المعهد الملكي للثقافة الأمازيغية بالمغرب مؤخرا.
كانت الأكاديمية تنشر بشكل متقطع مجلة علمية بتيفنياغ باسم 'امازيغن'.

## وصلات خارجية
- Tamazgha.fr - مقال عن أحد مؤسسي الأكاديمية.